# Alderney
Het eiland Alderney (Normandisch: Âorgny, Aoeur'gny, Aur'gny of Aurni, Frans: Aurigny) ligt vijftien kilometer voor de Franse kust van Normandië en is ook vanaf Normandië te zien. Het is het noordelijkste van de Kanaaleilanden, die behoren bij de Britse kroon. Alderney behoort tot het autonome baljuwschap (Engels: bailiwick) van Guernsey. Het staatshoofd is koning Charles III, die de titel hertog van Normandië voert. De staatsvorm is een constitutionele democratie. Alderney heeft zijn eigen wetgevende vergadering (de States of Alderney), bestaande uit twaalf personen. Twee van hen worden afgevaardigd in de Guernsey States.
Het eiland is vijf kilometer lang en drie kilometer breed, qua grootte het derde eiland van de Kanaaleilanden. Het eiland had in 2023 een bevolking van 2167 inwoners. Het voornaamste dorp is Saint Anne. De belangrijkste winkelstraat is hier Victoria Street. Halverwege Victoria Street bevindt zich de St. Anne's Church, gebouwd in 1850 door architect Gilbert Scott.
Alderney heeft ook een spoorverbinding, de Alderney Railway, die alleen tijdens de zomerweekenden in gebruik is. Deze wordt door vrijwilligers onderhouden en is vooral voor het toerisme bedoeld.

## Geboren
- Paul Lovatt-Cooper (1976), componist, muziekpedagoog, dirigent en slagwerker